# Северин, Владимир Гайевич
Владимир Гайевич Северин (род. 20 ноября 1956, Жуковский, Московская область) — старший инженер-испытатель, космонавт-испытатель научно-производственного предприятия «Звезда». Герой Российской Федерации.

## Биография
Родился 20 ноября 1956 года в городе Жуковский Московской области в семье инженера-конструктора Лётно-исследовательского института, будущего Героя Социалистического Труда, генерального конструктора и генерального директора научно-производственного предприятия «Звезда». Русский. В 1973 году окончил среднюю школу № 1 в городе Жуковский. В 1973 году поступил в Московский авиационный институт на факультет «Летательные аппараты», но после первого курса бросил институт.
В 1974—1976 годах проходил срочную службу в Советской Армии в звании рядового парашютно-десантной службы авиационного полка Военно-воздушных сил в посёлке Чкаловский Московской области. За время службы совершил 59 парашютных прыжков.
По окончании срочной службы, в 1976 году возобновил учёбу в МАИ на том же факультете. До 1979 года учился на дневном отделении, с 1979 года — на вечернем отделении. Окончил МАИ в 1982 году.
С 1979 года работал в отделе гидравлики ОКБ имени П. О. Сухого. После окончания МАИ остался на работе в ОКБ.
С 1982 года работал старшим инженером-испытателем машиностроительного завода «Звезда», в посёлке Томилино Московской области. Испытатель космических систем безопасности и жизнеобеспечения. Участвовал в испытаниях различных модификаций космических скафандров «Орлан» и «Сокол», скафандра «Баклан» для стратегических бомбардировщиков Ту-160. При испытаниях скафандров и систем жизнеобеспечения «поднимался» в барокамере на высоту 100 и более километров. Участвовал в испытаниях на центрифуге, при этом во время одного из испытаний находился в центрифуге с перегрузкой 12 единиц в течение 187 секунд.
С 1982 года по 1989 год был инструктором по горнолыжному спорту в отряде космонавтов.
В течение пяти лет работал инженером-испытателем в Институте медико-биологических проблем. Принимал участие в испытаниях на центрифуге, на психологическую совместимость экипажей. Работал помощником ведущего инженера. Принимал участие в разработке новой катапультной системы — СКС-94, после чего работал по этой теме совместно с ОКБ имени П. О. Сухого. При проведении 12 апреля 1995 года испытаний катапультной системы СКС-94 на двухместном Су-29КС межведомственной комиссией был утверждён испытателем-парашютистом. На высоте 2500 метров и на скорости 250 километров в час Северин катапультировался и благополучно приземлился.
В 1988 году подал заявление о приёме в отряд космонавтов. 11 мая 1990 года решением ГМВК отобран от МЗ «Звезда» в качестве кандидата в космонавты. С октября 1990 по март 1992 года проходил общекосмическую подготовку в Центре подготовки космонавтов. Получил рекомендацию от комиссии о дальнейшем его использовании в качестве космонавта-исследователя космического корабля «Союз ТМ» и орбитальной станции «Мир».
11 марта 1992 года решением Межведомственной комиссии ему была присвоена квалификация «космонавт-испытатель».
В 1992—1995 годах проходил подготовку в ЦПК в составе группы космонавтов по программе ОК «Мир», но к подготовке в составе экипажей не привлекался. В конце 1995 года покинул отряд космонавтов.
Указом Президента Российской Федерации от 21 июня 1996 года «за мужество и героизм, проявленные во время испытания и отработки аварийных спасательных систем космических и летательных аппаратов» Северину Владимиру Гайевичу присвоено звание Героя Российской Федерации с вручением медали «Золотая Звезда».
В настоящее время работает генеральным директором НП "Горнолыжный клуб Гая Северина". Живёт в городе Жуковский Московской области.
Награждён орденом «За заслуги перед Отечеством» 4-й степени. Заслуженный испытатель космической техники РФ.

## Семья
Отец — Гай Ильич Северин (1926—2008), генеральный конструктор и генеральный директор НПП «Звезда»
Мать — Северина (Алексеева) Татьяна Владимировна (1927—1997)
Жена — Северина (Гаврилюк) Маргарита Александровна (1955 г.р.)
Сын — Илья (24.10.1985 г.р.), исполнительный директор в НП «Горнолыжный клуб Гая Северина», спортивный судья, член исполкома ФГССМО.